# Darat Sawah (Kelam Tengah)
Darat Sawah is een bestuurslaag in het regentschap Kaur van de provincie Bengkulu, Indonesië. Darat Sawah telt 389 inwoners (volkstelling 2010).